# 1859 en architecture
| Années de l'architecture : 1856 - 1857 - 1858 - 1859 - 1860 - 1861 - 1862    |
| Décennies de l'architecture : 1820 - 1830 - 1840 - 1850 - 1860 - 1870 - 1880 |

Cet article présente les faits marquants de l'année 1859 en architecture.

## Réalisations
- Construction de la Red House à Bexleyheath au Royaume-Uni par Philip Webb et William Morris qui aura un impact important sur le mouvement Arts & Crafts.

## Événements
- 2 mai : inauguration du Royal Albert Bridge, pont suspendu conçu par Isambard Kingdom Brunel[1].
- 31 mai : mise en service de Big Ben à Londres.

- Ildefons Cerdà publie Teoría de la Construcción de Ciudades (Théorie sur la construction des villes). Il l’écrit pour promouvoir son projet préliminaire d’extension de Barcelone.
- Début de la construction des tours et de la flèche de la cathédrale Saint-Pierre de Ratisbonne. Fin des travaux en 1869.

## Récompenses
- Royal Gold Medal : George Gilbert Scott.
- Prix de Rome : Charles Thierry et Louis Boitte premiers grand prix ex æquo, Eugène Train second grand prix.

## Naissances
- 25 février : Georg Schreck († 15 mars 1925).
- 29 novembre : Cass Gilbert († 17 mai 1934).

## Décès
- 11 septembre : André Chatillon (° 7 décembre 1782).
- 15 septembre : Isambard Kingdom Brunel (° 9 avril 1806), ingénieur anglais ayant construit de lignes de chemin-de-fer, des tunnels, des ponts et des bateaux à vapeur.